# Placówka Straży Celnej „Rzepiska”

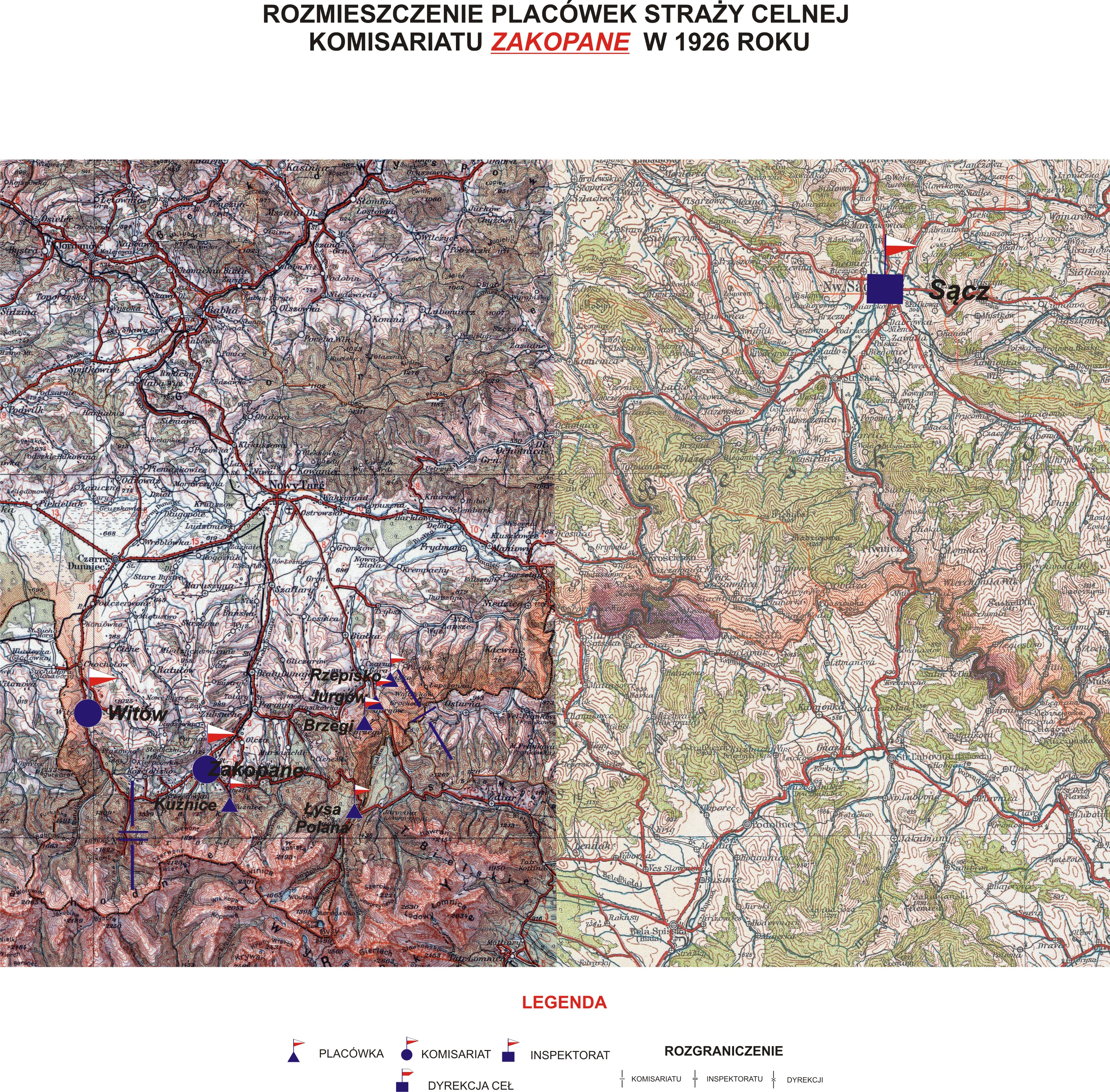
Rozmieszczenie placówek SC Zakopane w 1926 roku

Placówka Straży Celnej „Rzepiska” – jednostka organizacyjna Straży Celnej pełniąca w okresie międzywojennym służbę ochronną na granicy polsko-czechosłowackiej.

## Formowanie i zmiany organizacyjne
Na wniosek Ministerstwa Skarbu, uchwałą z 10 marca 1920 roku, powołano do życia Straż Celną. Jednostki Straży Celnej rozpoczęły przejmowanie odcinków granicy od pododdziałów Batalionów Celnych. W 1922 roku w Białce stacjonował sztab 4 kompanii 8 batalionu celnego. Kompania wystawiała również placówkę w Rzepiskach. Proces tworzenia Straży Celnej trwał do końca 1922 roku. Placówka Straży Celnej „Rzepiska” weszła w podporządkowanie komisariatu Straży Celnej „Zakopane” z Inspektoratu SC „Sącz”.
W drugiej połowie 1927 roku przystąpiono do gruntownej reorganizacji Straży Celnej. W praktyce skutkowało to rozwiązaniem tej formacji granicznej. Ochronę północnej, zachodniej i południowej granicy państwa przejęła powołana z dniem 2 kwietnia 1928 roku Straż Graniczna.

## Funkcjonariusze placówki
Kierownicy placówki
| stopień    | imię i nazwisko, numer | okres pełnienia służby | kolejne stanowisko |
| ---------- | ---------------------- | ---------------------- | ------------------ |
| przodownik | Adam Dziuba (133)      | był w 1926             |                    |

Obsada personalna placówki w 1926:
- przodownik Adam Dziuba (133)
- starszy strażnik Michał Żalikowski (1169)
- strażnik Andrzej Tomaszewski (1163)
- strażnik Jan Spanier (1264)
- strażnik Jakub Migo (1215)
- strażnik Aleksander Ćwirlej (2129)